# Lynda Mekzin
Lynda Mekzin –en árabe, ليندا مكزين – (nacida el 8 de octubre de 1975) es una deportista argelina que compitió en judo. Ganó una medalla en los Juegos Panafricanos de 1999, y seis medallas en el Campeonato Africano de Judo entre los años 1996 y 2005.

## Palmarés internacional
| Juegos Panafricanos | Juegos Panafricanos          | Juegos Panafricanos | Juegos Panafricanos |
| Año                 | Lugar                        | Medalla             | Categoría           |
| ------------------- | ---------------------------- | ------------------- | ------------------- |
| 1999                | Johannesburgo (Sudáfrica)    | Medalla de plata    | –57 kg              |
| Campeonato Africano |                              |                     |                     |
| Año                 | Lugar                        | Medalla             | Categoría           |
| 1996                | Sudáfrica (Sudáfrica)        | Medalla de oro      | –52 kg              |
| 1997                | Casablanca (Marruecos)       | Medalla de oro      | –56 kg              |
| 1998                | Dakar (Senegal)              | Medalla de plata    | –57 kg              |
| 2000                | Argel (Argelia)              | Medalla de bronce   | –57 kg              |
| 2001                | Trípoli (Libia)              | Medalla de plata    | –57 kg              |
| 2005                | Puerto Elizabeth (Sudáfrica) | Medalla de plata    | –52 kg              |